# Zacualtipanito
Zacualtipanito är en ort i Mexiko.   Den ligger i kommunen Tepehuacán de Guerrero och delstaten Hidalgo, i den sydöstra delen av landet, 190 km norr om huvudstaden Mexico City. Zacualtipanito ligger 611 meter över havet och antalet invånare är 1 502.
Terrängen runt Zacualtipanito är kuperad åt nordost, men åt sydväst är den bergig. Runt Zacualtipanito är det ganska tätbefolkat, med 56 invånare per kvadratkilometer. Närmaste större samhälle är Tamazunchale, 11,8 km norr om Zacualtipanito. I omgivningarna runt Zacualtipanito växer huvudsakligen savannskog.